# Chronomètre de Loulié

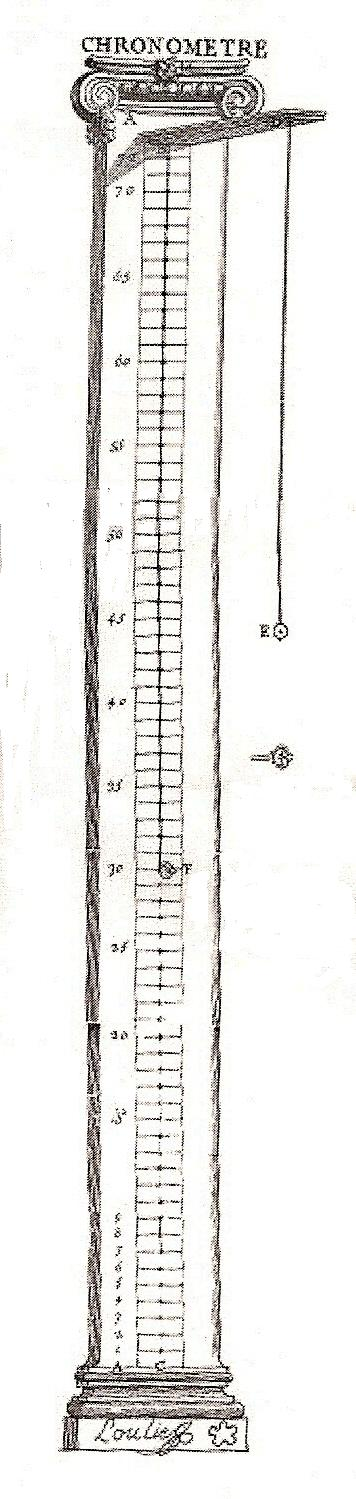
Chronomètre de Loulié.

Le chronomètre de Loulié est l’ancêtre du métronome actuel. Il a été inventé vers 1694 par le théoricien Étienne Loulié pour indiquer le tempo des œuvres musicales.

## Histoire
Vers 1694, Étienne Loulié, musicien qui avait récemment collaboré avec le mathématicien Joseph Sauveur pour l'éducation du jeune Philippe II de Bourbon-Orléans, reçut de Philippe lui-même une invitation à approfondir, avec Sauveur, des études scientifiques sur l'acoustique, avec le soutien de l'Académie royale des sciences. Ils ont utilisé un pendule inventé par Galilée pour mesurer scientifiquement le nombre de battements par seconde causés par des sons. C'est certainement à partir de ces études que Loulié a eu l'idée de son chronomètre.
Dans son traité Élémens ou principes de Musique, publié à Paris en 1696, en plus de reprendre les leçons données à Philippe II, Loulié décrit sa nouvelle invention : il s'agit essentiellement d'un pendule de Galilée en forme de colonne classique, avec une grand règle verticale graduée de 72 pouces, portant un petit trou à chaque pouce. D'un piquet monté perpendiculairement pend un fil à plomb, faisant office de pendule. La longueur du fil, et donc la vitesse d'oscillation du pendule, peut être ajustée.

## Description
Étienne Loulié décrit son instrument :
« Le Chronomètre est un Instrument par le moyen duquel les Compositeurs de Musique pourront désormais marquer le véritable mouvement de leur Composition, et leurs Airs marqués par rapport à cet instrument se pourront exécuter en leur absence comme s’ils en battaient eux-mêmes la Mesure. Cet instrument n’est composé que de deux parties.
La première est une Règle de bois (A), haute de 6 pieds ou 72 pouces. Sur un côté plat de la règle est tiré un trait (ou ligne B C). Sur ce trait sont marqués avec exactitude des Divisions de pouce en pouce et à chaque point de section il y a un trou. Ces trous sont cotés par chiffres et commencent par le plus bas depuis 1 jusqu’à 72.  Au haut de la Règle est un coude de fer ou de bois (B D) enclavé dans ladite règle un pouce au-dessus de la section 72, de 6 ou 7 pouces de saillie.  Au bout du coude est un petit trou (D), de la grosseur d’un lacet ou cordonnet. À l’autre bout est un autre trou (B) qui répond à la ligne des Divisions.
La seconde partie dont cet instrument est composé est un Pendule, c’est-à-dire un plomb (E) attaché au bout d’un cordonnet. Ce cordonnet est de fil ou de soie et rond. Au bout du cordonnet est la boule de plomb (E) d’un pouce de diamètre environ. À l’autre bout du cordonnet qui répond à la ligne des Divisions est attachée une cheville de fer ou de bois (F) dont la grosseur est proportionnée à la largeur des trous de la Règle, en sorte qu’il y entre juste.
Le pendule est mis mouvement à la hauteur d’un quart de quart de Cercle, ce qui se fait en éloignant le plomb de la perpendiculaire ou de son repos de deux pieds lorsque la cheville est au trou 72 ; d’un pied lorsque la cheville est au trou 36 et de 6 pouces lorsque la cheville est au trou 18’ toujours un peu moins à mesure que le pendule est moins long. Et laissant aller la boule sans la forcer, le pendule peut marquer jusqu’à la dernière précision la vitesse ou la lenteur des mouvements de Musique, par les Vibrations de ses différentes longueurs.
Si un Compositeur de Musique veut marquer de quel mouvement il souhaite qu’on exécute un Air qu’il aura composé, il faut qu’il commence par mettre la cheville dans un des trous et qu’il mette ensuite le Pendule en mouvement. Si les Vibrations sont trop lentes, il faut qu’il raccourcisse le Pendule en mettant la cheville dans un moindre chiffre. Si les Vibrations sons trop vites, il faut qu’il allonge le Pendule en le mettant dans un chiffre plus haut, jusqu’à ce qu’il ait trouvé le mouvement qu’il veut donner. Lorsqu’il a trouvé le mouvement qu’il veut marquer, il faut qu’il écrive le chiffre où se trouve la cheville, au-dessus du signe de Mesure avec une Note de Musique qui fera connaître la valeur ou la durée de chaque Vibration. »
Le même Loulié, dans Élémens, explique l’utilité de son invention :« Cet instrument est particulièrement propre pour marquer précisément les mouvements des Ouvrages de Musique qu’on envoie en des Pays éloignés, ou pour savoir au juste le mouvement de ceux qui en viennent, supposés qu’ils soient marqués par rapport à cet instrument.
Il y a quelques années que je donnais un Chronomètre à une personne, qui a beaucoup de mérites dans la Musique. Je lui montrai la manière de s’en servir. Il l’emporta en Italie là où il est présentement. Un musicien qui voulait envoyer quelques sonates de sa Composition à cette personne-là, et qui était bien Aise que ses Airs fussent exécutés selon son intention, me vint trouver il y a quelque temps et m’engagea à l’aider à marquer le mouvement de ses Airs par rapport au Chronomètre.
Cet instrument ne paraîtra pas d’une grande nécessité ni même d’une grande utilité : premièrement à ceux qui étant savants, sont capables de juger de leur véritable mouvement ou à fort peu près ; secondement à ceux qui connaissant fort bien les Airs de Monsieur de Lully et les autres Airs de ce goût, négligent et méprisent même les autres Musiques ; troisièmement à ceux qui n’ayant pour tout mérite dans la Musique qu’une certaine routine, sans aucune finesse de goût, croient qu’il est indifférent qu’un Air soit exécuté plus vite ou plus lentement.
Mais je me flatte que ceux qui ont le goût fin et qui ont éprouvé combien un Air perd de sa beauté lorsqu’il est exécuté trop vite ou trop lentement, me sauront bon gré de leur donner un moyen sûr pour en connaître le véritable mouvement. Particulièrement eux qui demeurent dans les Provinces, lesquels pourront savoir au juste le véritable mouvement de tous les ouvrages de Monsieur de Lully que j’ai marqués très exactement par rapport au Chronomètre. »